# Raidul vărgat
Raidul vărgat (în rusă Полосатый рейс, transliterat: Polosatîi reis, denumire originală ') este un film de comedie sovietic din 1961, regizat de Vladimir Fetin.

## Rezumat
Pasagerii și echipajul unui vas de croazieră sunt terorizați de mai mulți tigri și lei care au scăpat din cuștile în care erau transportați.

## Distribuție
- Margareta Nazarova – Mariana, dresoare de lei
- Evgheni Leonov – Șuleikin
- Alexei Gribov – căpitanul vasului
- Ivan Dmitriev – primul ofițer
- Vladimir Belokurov – Bosun
- Nikolai Volkov – Agent comercial
- Alexandru Beniaminov – Dresor
- Arkadi Trusov – Bucătar
- W. Sirin – Motia
- Alexei Smirnov – Kniș
- Alexei Kojevnikov – Cainic

## Lansare
A fost lansat în anul 1961 și a avut parte de mare succes comercial, fiind vizionat de 45,8 milioane de spectatori în cinematografele din Uniunea Sovietică.